# 境松
境松（さかいまつ）は、愛知県名古屋市緑区の町名。現行行政地名は境松一丁目及び境松二丁目。住居表示未実施。

## 地理
名古屋市緑区の南東部に位置し、北に太子と大将ケ根、南に豊明市と接する。

## 歴史

### 町名の由来
鳴海町の小字名「境松」による。当地付近はかつて間米村（後の五軒屋新田）と鳴海村の境界にあたり、江戸時代頃にその境界を示す松があったことに由来するという。

### 沿革
- 2007年（平成19年）11月17日 - 緑区鳴海町字姥子山・境松・大将ケ根の一部を編入し、設置[1]。

## 世帯数と人口
2019年（平成31年）3月1日現在の世帯数と人口は以下の通りである。
| 丁目       | 世帯数  | 人口  |
| ---------- | ------- | ----- |
| 境松一丁目 | 117世帯 | 233人 |
| 境松二丁目 | 225世帯 | 580人 |
| 計         | 342世帯 | 813人 |

### 人口の変遷
国勢調査による人口の推移
| 2010年（平成22年） | 795人 | [ 8 ] |  |
| 2015年（平成27年） | 810人 | [ 9 ] |  |

## 学区
市立小・中学校に通う場合、学校等は以下の通りとなる。また、公立高等学校全日制普通科に通う場合の学区は以下の通りとなる。
| 丁目       | 番・番地等 | 小学校               | 中学校               | 高等学校 |
| ---------- | ---------- | -------------------- | -------------------- | -------- |
| 境松一丁目 | 全域       | 名古屋市立太子小学校 | 名古屋市立東陵中学校 | 尾張学区 |
| 境松二丁目 | 全域       | 名古屋市立太子小学校 | 名古屋市立東陵中学校 | 尾張学区 |

## 交通
- 国道1号
- 愛知県道222号緑瑞穂線（旧東海道）

## その他

### 日本郵便
- 郵便番号 : 458-0820[4]（集配局：緑郵便局[12]）。